# Aponychus chiavegatoi
Aponychus chiavegatoi är en spindeldjursart som beskrevs av Fabiola Feres och Flechtmann 1988. Aponychus chiavegatoi ingår i släktet Aponychus och familjen Tetranychidae. Inga underarter finns listade i Catalogue of Life.